# Parattus
Parattus Petrunkevitch, 1922 è un genere di ragni fossili appartenente alla famiglia Parattidae.
È l'unico genere della famiglia Parattidae.

## Caratteristiche
Genere fossile risalente al Paleogene. I ragni sono costituiti da parti molli molto difficili da conservare dopo la morte; infatti i pochi resti fossili di aracnidi sono dovuti a condizioni eccezionali di seppellimento e solidificazione dei sedimenti.

## Distribuzione
Le specie sono state rinvenute nella Formazione di Florissant, in Colorado.

## Tassonomia
A febbraio 2015, di questo genere fossile sono note quattro specie:
- Parattus evocatus (Scudder, 1890a) †, Paleogene
- Parattus latitatus (Scudder, 1890a) †, Paleogene
- Parattus oculatus Petrunkevitch, 1922 †, Paleogene
- Parattus resurrectus (Scudder, 1890a)[2] †, Paleogene